# おいらじゃじゃ丸!世界大冒険
『おいらじゃじゃ丸!世界大冒険』(おいらじゃじゃまる！せかいだいぼうけん)は、1990年9月28日にゲームボーイ用ソフトとしてジャレコから発売されたアクションゲームである。日本国外では設定と一部キャラクターを差し替えたローカライズ版の『Maru's Mission』とし発売されたが、2022年にLegendary Ninja Collectionでは、ローカライズを行わずテキストの英訳のみを行いカラー対応させたThe Great World Adventureとして収録された。The Great World Adventure単独ではゲームボーイカラーで2024年に発売予定となっている。
『忍者じゃじゃ丸くん』（1985年）シリーズの1作。シリーズの中では唯一ゲームボーイで発売されている。アメリカの妖怪、サタンにさらわれたさくら姫を救うため、じゃじゃ丸が世界各地を転戦する。これまでさくら姫をさらうのはなまず太夫の役回りであったが、外国の悪党がさくら姫をさらうのが本作の特筆すべき点である。
Maru's Missionではじゃじゃ丸に相当するキャラクターはMaru、さくら姫に相当するキャラクターはCoriとなっているが、本記事ではじゃじゃ丸、さくら姫で名称統一する。
2012年にニンテンドー3DS用のバーチャルコンソール対応ソフトとしてハムスターから配信された。

## ゲーム内容

### システム
十字キーでじゃじゃ丸を操作し、最大上下左右の4方向に手裏剣を投げて攻撃、また天井に張りつく事もできる。ゲーム内容は初代『忍者じゃじゃ丸くん』とは違い、右方向へとスクロールする長いステージを突き進む形となっており、ステージ最後に待ち受けているボスを倒すとステージクリアとなる。
全6章構成で、1つの章は中ボスのステージと大ボスのステージに分かれている。また第1章クリア後と第4章クリア後には、海中のサメやエイを銛で倒すボーナスステージが始まる。残機無しの体力制で、じゃじゃ丸の体力が0になるか、ステージ中の穴に落ちるとゲームオーバー。コンティニューする事は出来ない。また、ボス戦の前後に会話シーンが入ったり、ステージ間でデモが入るなどの特徴もある。穴に落ちて即死するのを除けばゲームオーバーになるのはボスで苦戦した時ぐらいであり、難易度はかなり低く全面クリアは容易。

### アイテム
アイテムは敵を倒すと出現する。括弧内はMaru's Missionにおける名称。
- たましい（Bubble） - 体力が15回復する。体力は最大で999になる。
- 薬びん（Healing Potion） - 体力が75回復する。
- トロッコ（Wagon） - 一定時間無敵になり、体当たりで敵を倒せるようになる。
- わらじ - 一定時間、移動速度が2倍となる。Maru's Missionには存在せず後述のAmuletに差し替えられている。
- 忍法の書（Magic Scrolle） - 一定回数、手裏剣のかわりに分身の術で攻撃する。たましいなどアイテムも分身の術で回収できる。
- 爆弾（Bomb） - 一定回数、手裏剣のかわりに爆弾を投げて攻撃する。
- Amulet - Maru's Missionにのみ出現。4種の特殊効果のいずれかの能力が発現する。

### 特殊武器
各章の中ボスから貰う、特定の大ボスを倒すのに必要な武器。大ボス戦でセレクトボタンを押すと使用する事が出来る。
- 鏡の手裏剣 - 第1章中ボスの「うしおに」から貰う事が出来る。「におう」を倒すのに必要。
- 十字架手裏剣 - 第2章中ボスの「おおかみおとこ」から貰う事が出来る。「どらきゅら」を倒すのに必要。
- 鏡の盾 - 第3章中ボスの「ごーれむ」から貰う事が出来る。「ごーごん」を倒すのに必要。
- 炎の手裏剣 - 第5章中ボスの「ひどら」から貰う事ができる。「けるべろす」を倒すのに必要。

## 設定

### ステージ構成
（）内はステージの舞台。第1章終了後と第4章終了後にはボーナスステージが挿入される。/の後ろはMaru's mission。
- 第1章 仁王の章（日本/アメリカ）
中ボス：うしおに/Eyeclops 大ボス：におう/Insector
- 第2章 ドラキュラの章（ルーマニア/）
中ボス：おおかみおとこ/Wolfman 大ボス：どらきゅら/Dracula
- 第3章 ゴーゴンの章（ギリシャ）
中ボス：ごーれむ/Golem 大ボス：ごーごん/Medusa
- 第4章 パズスの章（エジプト）
中ボス：すふいんくす/Sphinx[3] 大ボス：ぱずす/Isis
- 第5章 ケルベロスの章（ブラジル）
中ボス：ひどら/Hydra 大ボス：けるべろす/Kelbelos
- 第6章 サタンの章（アメリカ/日本）
中ボス：べるぜばぶ/Nioh 大ボス：さたん/Muramasa

## 移植版
| No. | タイトル                                    | 発売日                     | 対応機種                      | 開発元             | 発売元                 | メディア                                   | 型式 | 備考                         |       |
| --- | ------------------------------------------- | -------------------------- | ----------------------------- | ------------------ | ---------------------- | ------------------------------------------ | ---- | ---------------------------- | ----- |
| 1   | おいらじゃじゃ丸!世界大冒険 Maru's Mission  | 2012年1月18日 2012年2月9日 | ニンテンドー3DS               | トーセ             | ハムスター             | ダウンロード (バーチャルコンソール)        | -    |                              |       |
| 2   | JaJaMaru Legendary Ninja Collection         | 2022年8月21日              | Nintendo Switch PlayStation 4 | シティコネクション | Strictly Limited Games | Switch専用ゲームカード BD-ROM              | -    | 収録ソフトの1つ 英訳版を収録 | [ 4 ] |
| 3   | Ninja JaJaMaru Retro Collection             | 2023年2月21日              | Nintendo Switch PlayStation 4 | シティコネクション | ININ Games             | ダウンロード                               | -    | 収録ソフトの1つ 英訳版を収録 |       |
| 4   | Ninja JaJaMaru The Great Yokai Battle +Hell | 2023年2月21日              | Nintendo Switch PlayStation 4 | シティコネクション | ININ Games             | Switch専用ゲームカード BD-ROM ダウンロード | -    | 収録ソフトの1つ 英訳版を収録 | [ 5 ] |
| 5   | おいらじゃじゃ丸!世界大冒険\|               | 2024年                     | ゲームボーイカラー            | シティコネクション | Strictly Limited Games | ゲームボーイカラー専用 カートリッジ        | -    | 限定4000本                   | [ 6 ] |

## 評価
ゲーム誌『ファミコン通信』の「クロスレビュー」では合計24点、『ファミリーコンピュータMagazine』の読者投票による「ゲーム通信簿」での評価は以下の通りとなっており、18.49点（満30点）となっている。また、同雑誌1991年5月10日号特別付録の「ファミコンロムカセット オールカタログ」では、「アクションを純粋の楽しめるゲームだ」と紹介されている。
| 項目 | キャラクタ | 音楽 | 操作性 | 熱中度 | お買得度 | オリジナリティ | 総合  |
| 得点 | 3.43       | 2.99 | 3.07   | 3.11   | 3.01     | 2.88           | 18.49 |